# Miotapirus
Miotapirus es un género extinto de tapir que vivió a comienzos de la época del Mioceno hace 20 millones de años en América del Norte. Solo abarca a una especie, el tipo M. harrisonenesis.
Físicamente, Miotapirus era virtualmente idéntico a sus parientes modernos; con una longitud corporal de 2 metros era incluso del mismo tamaño. Muy probablemente era un animal también nocturno y muy adaptable.